# 斯懷恩山
71°24′S 67°33′W / 71.400°S 67.550°W
斯懷恩山是南極洲的山峰，位於帕爾默地西岸，處於塞沃德山脈西北面15公里，海拔高度635米，該山峰現時由南極條約體系管理。